# Paolo Minucci
Paolo Minucci (Firenze, 10 gennaio 1606 – Radda, 12 agosto 1695) è stato un letterato e poeta italiano.

## Biografia
Appartenente alla famiglia Minucci, della nobiltà di Volterra, ma già il nonno ed il padre si erano trasferiti a Firenze, dove avevano ottenuto la cittadinanza, che permetteva l'accesso alle cariche pubbliche.
Si laureò in utroque iure presso l'Università di Pisa e poi tornò a Firenze, dove prese a frequentare la cosiddetta Accademia dei Percossi, nata attorno alla figura di Salvator Rosa. Strinse amicizia con il poeta e con altri, in particolare Lorenzo Lippi, con il quale collaborò alla stesura del Malmantile racquistato. Presumibilmente grazie all'influenza di Giovanni Minucci, iniziò la propria carriera come segretario presso Mattias de' Medici, governatore di Siena, che tuttavia risiedeva a Firenze. Il principe de Medici, in quanto potenziale candidato per la successione al trono del Regno di Polonia, affidò a Minucci alcuni incarichi diplomatici: nel 1657 accolse dalla Polonia Tito Livio Burattini e l'anno successivo andò in Polonia. Quando fu chiaro che Mattias de' Medici non sarebbe diventato Re di Polonia, Minucci ritornò agli incarichi di Cancelleria che conservò anche dopo la morte di Mattias, passando al servizio di Ferdinando II de' Medici, Granduca di Toscana, continuando ad affiancare all'attività amministrativa quella di consigliere politico e di erudito, in particolare nei campi della storia e della letteratura e degli esperimenti scientifici.

## Non vendere la pelle dell’orso…
Tutti conoscono la favola di Jean de La Fontaine l'Orso e i due compagni ma alcuni sostengono che il detto abbia origine da un aneddoto popolare riportato da Paolo Minucci nelle sue note a Il Malmantile racquistato, poema di Lorenzo Lippi. In generale per vendere la pelle dell’orso si intende disporre di una cosa prima ancora di entrarne in possesso e darsi troppe arie di un successo aleatorio.